# كيت بروكس
كيت بروكس (بالإنجليزية: Kate Brooks)‏ هي صحفية ومصورة أمريكية، ولدت في 1977.